# Б'єрн Йоунссон
Б'єрн Йоунссон (ісл. Björn Jónsson; 8 жовтня 1846 — 24 листопада 1912) — ісландський державний діяч і політик, прем'єр-міністр країни від 1909 до 1911 року.

## Життєпис
Середню освіту здобув у Рейк'явіку. 1874 року закінчив юридичний факультет Копенгагенського університету.
У 1873⁣ — ⁣1874 роках був редактором культурознавчого журналу «Скірнір». Від 1874 до 1909 року був видавцем щоденної газети «Ісафолд». Через свою редакторську й видавничу діяльність став досить відомим на національному рівні.
З 1878 року розпочав політичну кар'єру, ставши членом альтингу. У 1885—1891 роках був членом міської ради Рейк'явіка, а від 1908 до самої своєї смерті — знову був членом альтингу.
У березні 1909 року здобув перемогу на виборах над Ганнесом Гафстейном, внаслідок відмови виборців підтримати проєкт конституції, запропонований першим прем'єр-міністром країни. На відміну від свого попередника Б'єрн домагався більшої автономії для Ісландії й чітко захищав національні інтереси. Серед іншого він домігся ухвалення закону про заборону обігу наркотичних речовин. Вийшов у відставку в результаті критики з боку своїх однопартійців за дії голови Банку Ісландії.